# Joseph Mbarga
Joseph Mbarga (ur. 7 listopada 1971 w Jaunde) – kameruński piłkarz występujący na pozycji pomocnika.

## Kariera klubowa
Mbarga karierę rozpoczynał w zespole Olympic Mvolyé. W 1994 roku zdobył z nim Puchar Kamerunu. W 1996 roku przeszedł do kolumbijskiego Atlético Junior. Na początku 1997 roku został zawodnikiem hiszpańskiej Lleidy, grającej w Segunda División. Występował tam do końca sezonu 1996/1997, a potem wrócił do Atlético Junior. W kolejnych latach grał we Francji w zespołach z piątej ligi – US Avranches oraz RCS La Chapelle. W 2004 roku zakończył karierę.

## Kariera reprezentacyjna
W reprezentacji Kamerunu Mbarga grał w latach 1991–1996. W 1996 roku został powołany do kadry na Puchar Narodów Afryki. Zagrał na nim w meczach z Południową Afryką (0:3), Egiptem (2:1) i Angolą (3:3), a Kamerun zakończył turniej na fazie grupowej.